# Peterhead Football Club
Maillots
Dernière mise à jour : 19 janvier 2019.
Le Peterhead Football Club est un club écossais de football basé à Peterhead.

## Historique
- 1891 : fondation du club
- 2023 : le club est relégué en Scottish League Two, où il évoluera pour la saison 2023-2024.
- 2025 : le club est champion de Scottish League Two.

## Palmarès

### Palmarès et records
- Scottish League Two (2)
  - Vainqueur : 2014, 2024

- Scottish Challenge Cup (0)
  - Finaliste : 2016

- Scottish Qualifying Cup (6)
  - Vainqueur : 1947, 1976, 1978, 1979, 1986, 1998

## Joueurs et personnalités du club

### Entraîneurs
- 1981-1982 :  Joe Harper
- 1982-1983 :  Dave Smith
- 2008-2011 :  Neale Cooper
- 2011-nov. 2022 :  Jim McInally
- nov. 2022-mars 2023 :  David Robertson